# Dreadlocks
Pour les articles homonymes, voir locks.

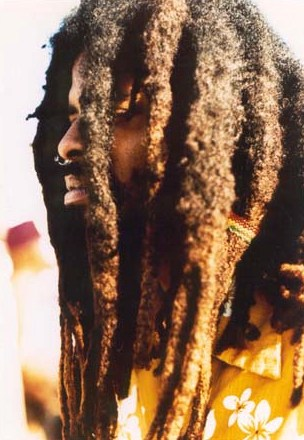
Dreadlocks d'un rasta.

Les dreadlocks (littéralement « boucles de (la) terreur », cf. infra paragraphe Rastafari) ou cadenettes[réf. nécessaire], appelées parfois tout simplement dreads ou locks ou encore rastas, sont des mèches de cheveux emmêlées. Au cours de l'histoire, les dreadlocks (nom féminin pluriel) ont été portées par différents peuples sur différents continents.

## Principe
Les dreadlocks se forment seules lorsque les cheveux poussent naturellement et sans l'utilisation de brosses, peignes, rasoirs, ni ciseaux. Elles peuvent également être faites à l'aide d'un peigne ou d'un crochet. On peut aussi simplement crêper les cheveux avec les mains.

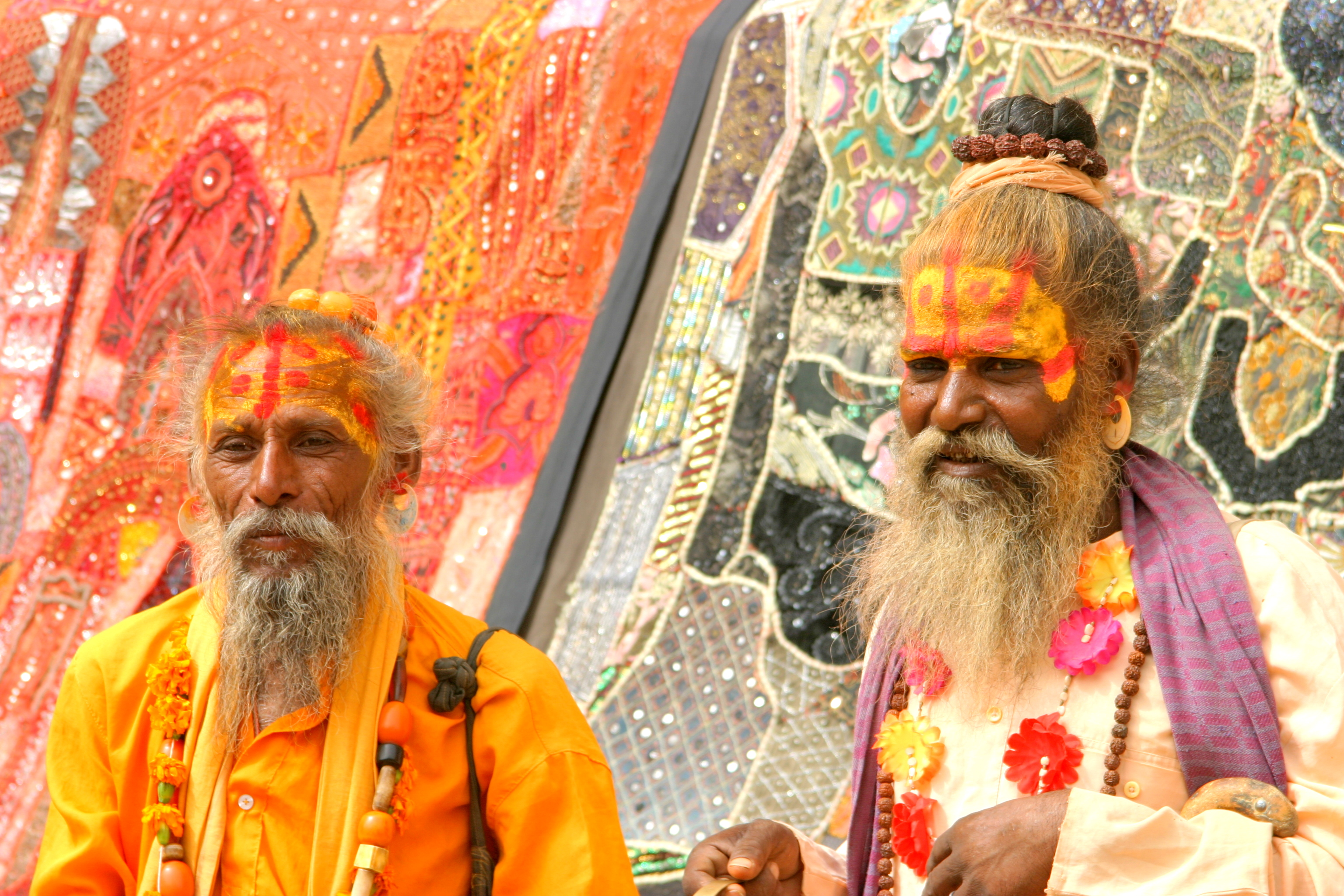
Sâdhus ayant régulièrement brossé barbe et cheveux
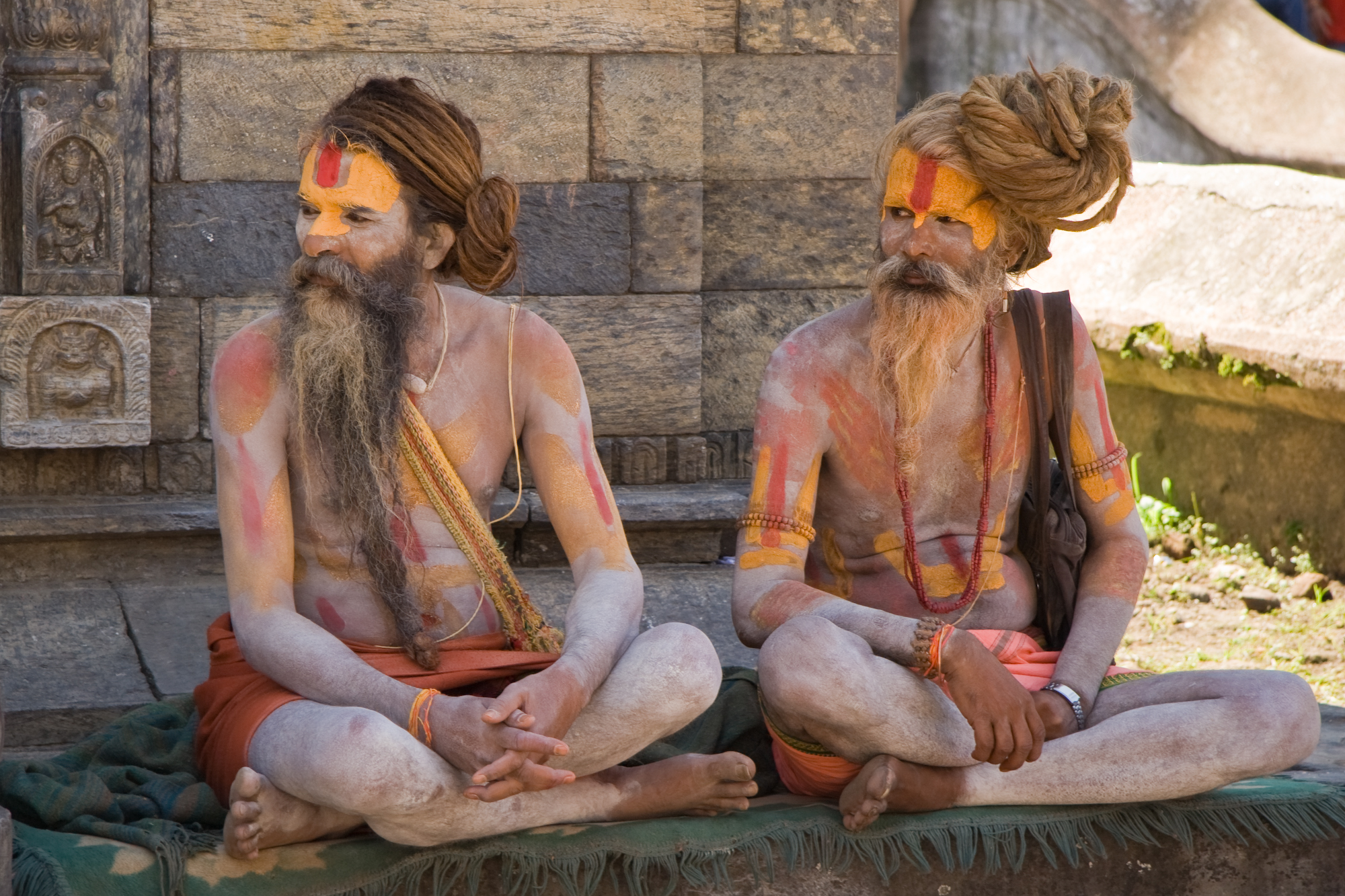
Sâdhus aux dreadlocks coiffées en chignon
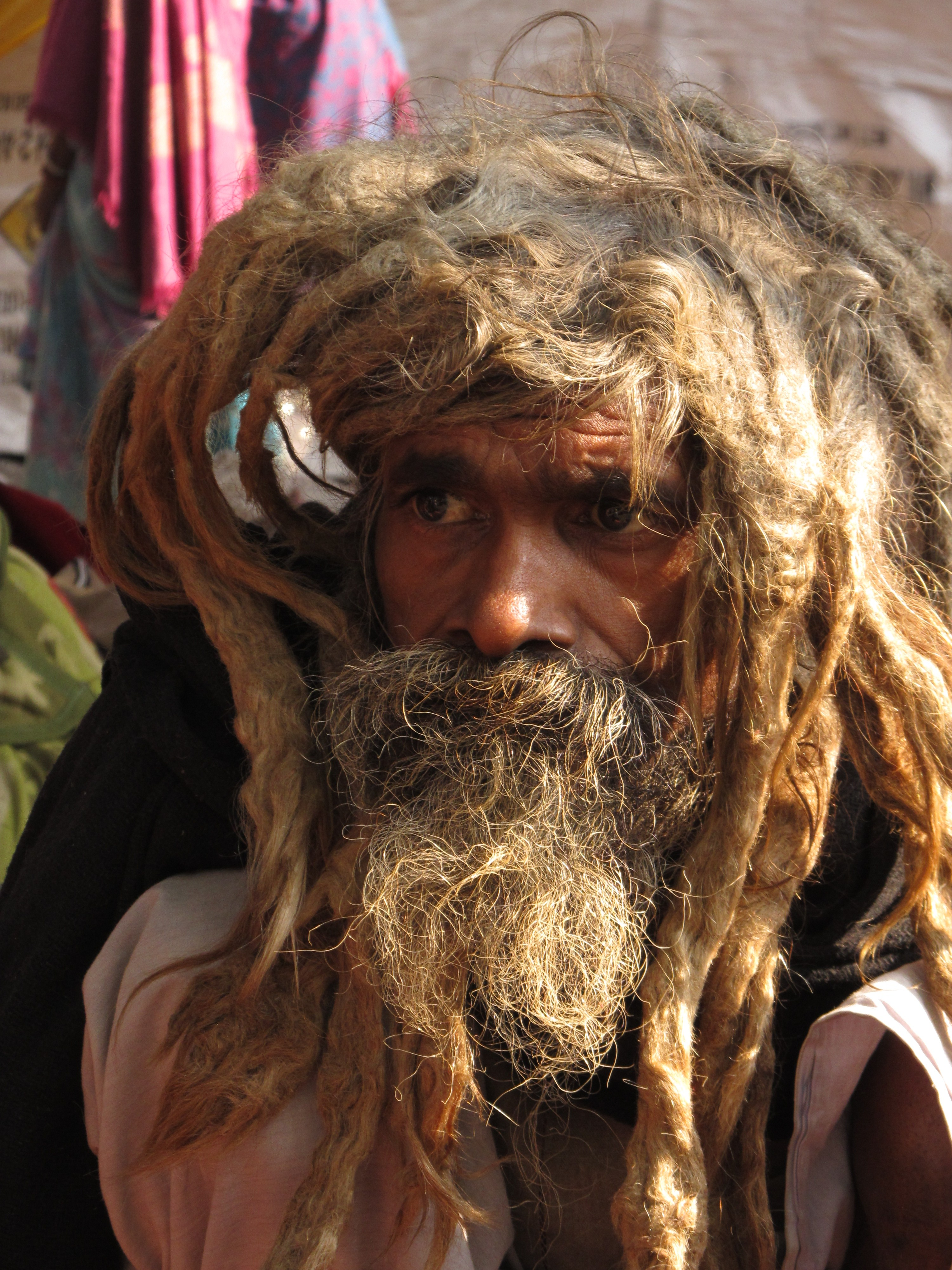
Sâdhu dont la pilosité a été laissée au naturel
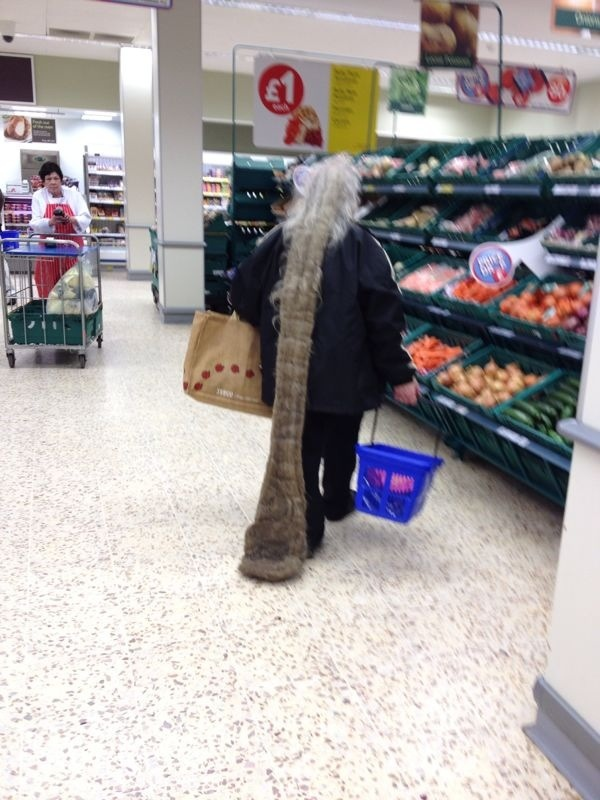
Chevelure atteinte de plique polonaise

Le même phénomène d'agrégation peut se produire de façon naturelle chez les animaux à poil long non toilettés.

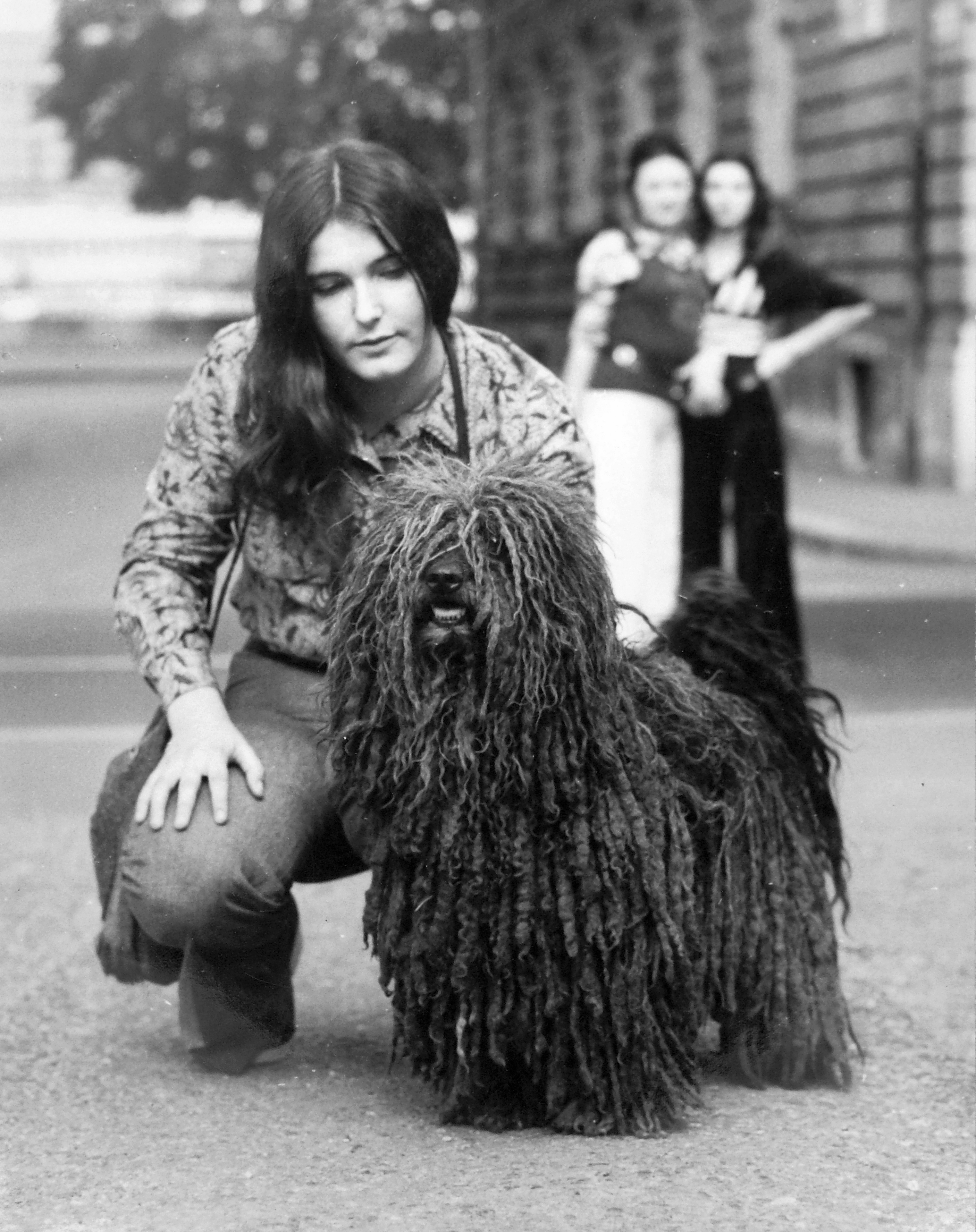
Puli en 1974 à Budapest
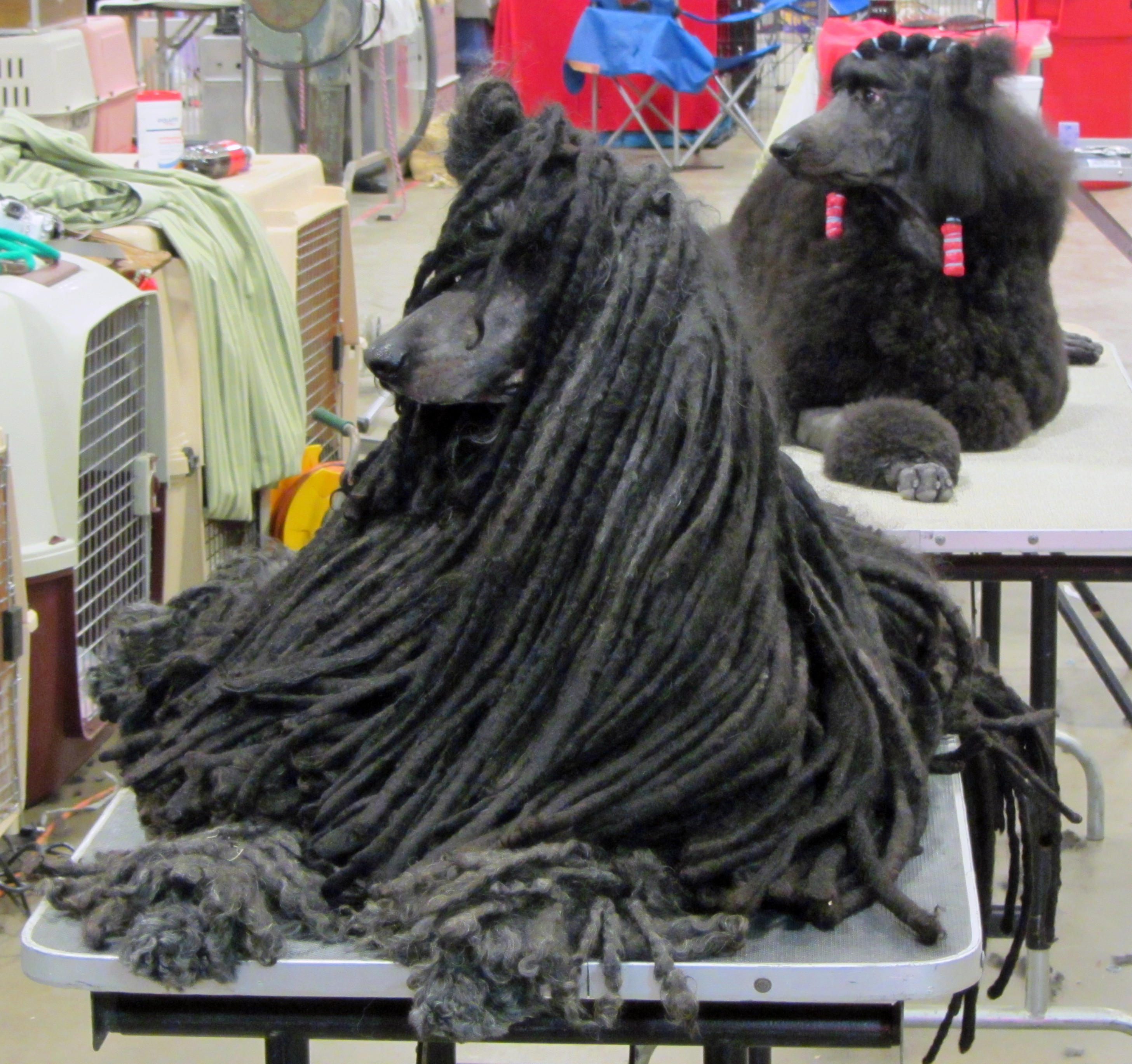
Caniche volontairement non brossé (Corded Poodle) ou toiletté à l'arrière plan
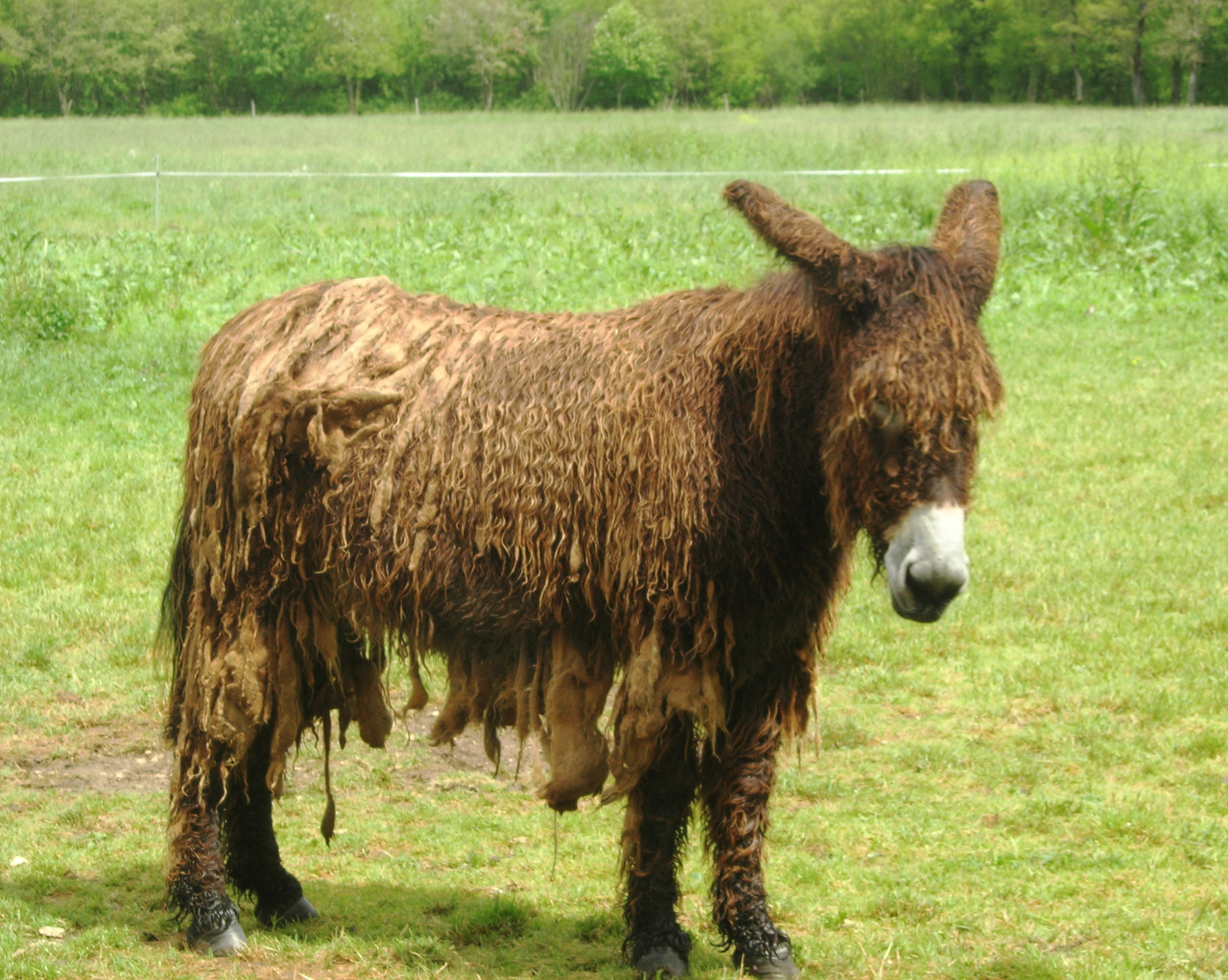
Âne du Poitou au naturel
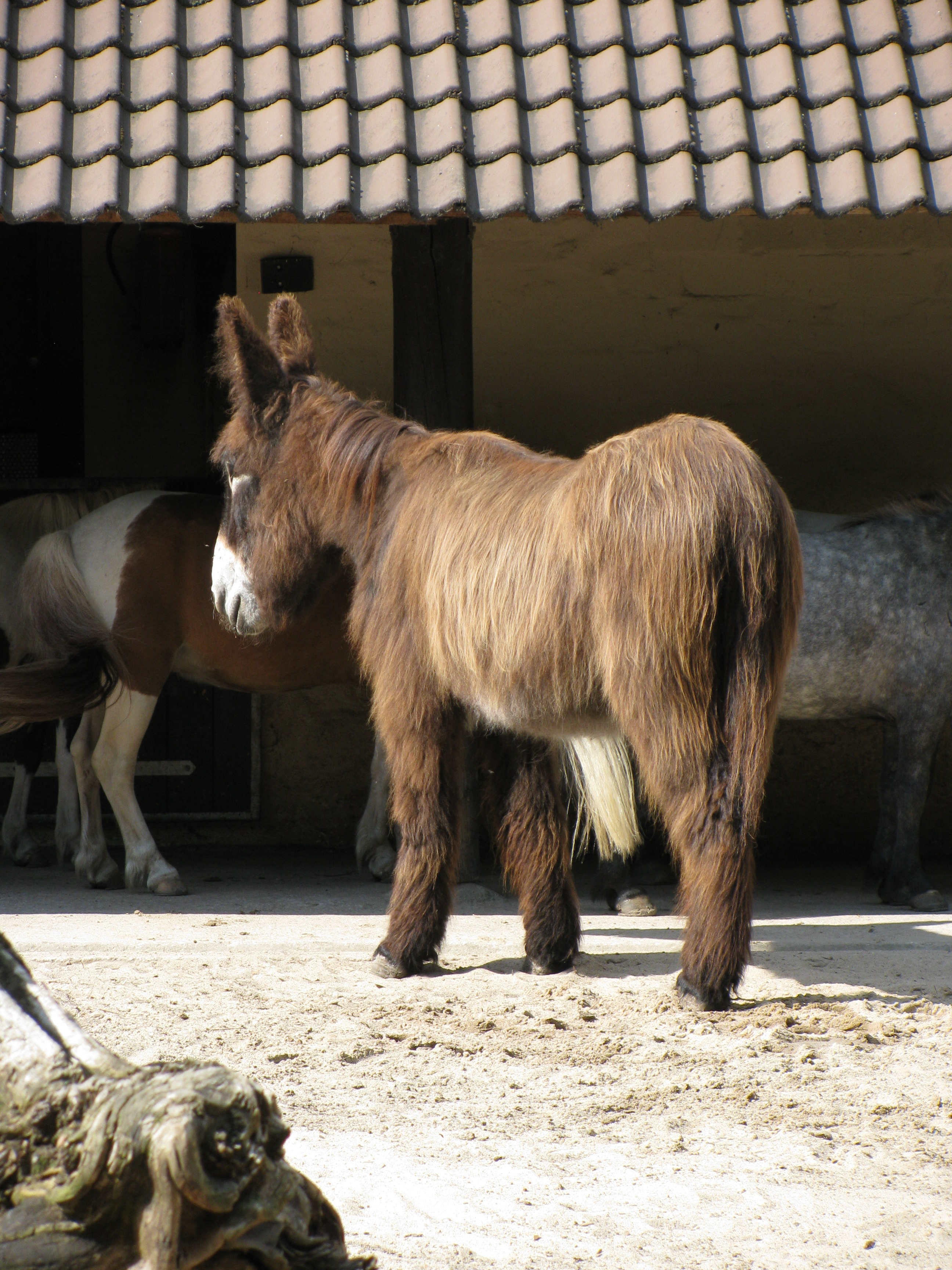
Âne du Poitou à la robe brossée

Ce phénomène d'agrégation naturelle des cheveux se différencie d'une pathologie à forme neuropathique qui, associée éventuellement à un facteur d'hygiène, modifierait la texture capillaire, formant une masse inextricable appelée plique polonaise,, au contraire du syndrome des cheveux incoiffables.

## Histoire
Des Écritures saintes du védisme fournissent des preuves écrites des dreadlocks les plus anciennes. La date exacte de leur origine n'est toujours pas connue, allant de 2500 à 1500 av. J.-C. Le dieu Shiva et ses disciples furent décrits dans les Écritures comme des jaTaa, signifiant « portant des nœuds de cheveux emmêlés », qui a probablement dérivé du mot dravidien caTai, signifiant tortiller ou envelopper.
Les dreadlocks ont aussi fait partie de la culture mexicaine. Dans une description d'un rituel aztèque, l'historien William Hickling Prescott se référa aux prêtres de la civilisation aztèque, un peuple mésoaméricain du centre du Mexique, aux XIVe, XVe et XVIe siècles, qui portait des dreadlocks.[réf. nécessaire]

« Sur le sommet il fut reçu par six prêtres, à qui les boucles longues et emmêlées flottaient sans ordre par-dessus leurs robes faites de poils de martre, couvertes de hiéroglyphes d'importation mystique. Ils l'ont mené à la pierre du sacrifice, un immense bloc de jaspe, sa surface supérieure étant quelque peu convexe. »

Au Sénégal, le Baye Fall (les disciples du mouridisme, une confrérie de l'islam indigène au pays qui fut fondée en 1887 par Ahmadou Bamba), est connu pour le port de dreadlocks et de toges multicolores. Chez les Wolofs, les coiffures en locks étaient autrefois portées par les rois et la classe guerrière des Tiedos.
En Jamaïque, le terme dreadlocks fut enregistré pour la première fois dans les années 1950 comme un terme désobligeant lorsque le Young Black Faith, un premier mouvement rastafari prit naissance auprès des pauvres marginalisés de la Jamaïque pendant les années 1930. Ils cessèrent de copier la coiffure particulière d' Hailé Sélassié Ier et commencèrent à porter des dreadlocks à la place. Il fut dit qu'ils avaient l'air « effrayants » avec leurs locks, ce qui donna plus tard le nom moderne de dreadlocks pour cet ancien style. Différentes théories existent autour de l'origine des dreadlocks chez les rastafaris. Quelques sources retracent les dreadlocks rasta au temps où les Indiens arrivèrent en Jamaïque pour travailler comme ouvriers à la fin du XIXe siècle, dont certains faisaient partie des premiers disciples de Leonard Percival Howell. D'autres pensent que les premières dreadlocks rasta furent dérivées des locks des Mau Mau, un groupe de rebelles s'opposant contre le colonialisme britannique au Kenya pendant les années 1950.
Cependant, la plupart des rastafaris expliquent que leurs dreadlocks proviennent d'un des trois vœux de Nazarite, dans le Livre des Nombres, le quatrième des livres du Pentateuque.
« Pendant tout le temps de son naziréat, le rasoir ne passera point sur sa tête ; jusqu'à l'accomplissement des jours pour lesquels il s'est consacré à l'Éternel, il sera saint, il laissera croître librement ses cheveux. » (Nombres 6:5)
Les Nazarites qui portèrent des dreadlocks et qui furent mentionnés dans la Bible incluent les Nazarites Samuel, Jean le Baptiste, et probablement la figure biblique la plus connue avec des cheveux emmêlés, Samson, qui, d'après les Saintes Écritures, eut sept locks et perdit sa grande force lorsqu'elles furent coupées.

## Connotations religieuses ou spirituelles
Il y a un grand nombre de raisons parmi diverses cultures pour le port de dreadlocks. Celles-ci peuvent être l'expression profonde d'une conviction religieuse ou spirituelle, une manifestation d'une fierté ethnique, un rapport politique, ou être tout simplement une préférence de mode. En réponse à l'histoire du terme dreadlocks, des noms alternatifs pour désigner le style incluent locks et African Locks (Locks africaines). Il est aussi discuté que le juste terme pour désigner le processus de créer ce style est locking plutôt que dreading.

### Asie de l'Est
Dans les pays de l'Asie de l'Est, tels que la Chine, les dreadlocks et les variations des locks, la koltun, furent traités initialement comme une amulette, supposée apporter une bonne santé, et furent souvent portés en même temps que des ongles (de la main) très longs. Ces modes furent réservés pour les membres de la société noble et les ascètes, qui désirèrent exprimer leur liberté de domestiques et leur attachement à la terre.

### Sénégal
Les Baye Fall (Sénégal) portent des dreadlocks appelées « ndiange » (autrement dit « cheveux costaux ») afin d'imiter Ibrahima Fall.

### Inde
Parmi les sâdhu et les sadhvis, hommes et femmes indiens pratiquant l'ascèse, les dreadlocks sont sacrés. Leurs cheveux forment un rituel religieux et une expression de leur négligence envers la vanité et une manifestation d'un acquis spirituel où les apparences physiques n'ont point d'importance. Le dieu Shiva capture et contrôle le Gange, à qui les descendants auraient provoqué un déluge dans le monde, avec ses locks. Alors qu'il exécute une danse, ses longs cheveux, souvent empilés en forme de pyramide, se détendent et percutent les corps célestes, ce qui les détruit éternellement. En Inde, les dreadlocks sont (presque) exclusivement réservées aux personnes de foi, et aux chamans de nombreux groupes ethniques avec ces pratiques. Conformément à l'Hymne du sage aux cheveux longs, dans l'ancien Vedas, est un voyageur immortel entre deux mondes et le maître du feu :
« Celui aux cheveux longs endure le feu, celui aux cheveux longs endure le poison, celui aux cheveux longs endure les deux mondes. Celui aux cheveux longs est dit de contempler entièrement le paradis, celui aux cheveux longs et dit être cette lumière... De nous, vous les mortels, n'apercevez que notre corps... Pour lui le Seigneur de la vie bâtit et pilla ce qui ne peut être plié, lorsque celui aux cheveux longs, en compagnie de Rudra, bu de la tasse de poison. » (10.136).
Des ascètes indiens, les Shaiva Nagas, portent leurs jatas (leurs cheveux longs) en un nœud enroulé ou en ballot sur le haut de leur tête et les laissent flotter seulement pour une occasion spéciale ou un rituel. Les mèches sont ensuite frottées avec des cendres et des bouses de vaches, qui sont toutes les deux considérées comme des éléments sacrifiés et purifiants. Les cheveux sont finalement ornés et parfumés de fleurs.

### Rastafari
Dans un but similaire, les rastafaris portent des locks comme expression de leur spiritualité intérieure. Pour eux, le mot dread se réfère à une « crainte du Seigneur », en relation à un refus de la décadence et autres maux de la société contemporaine et liée à un retour à l'Alliance avec le Tout-Puissant, Jah Rastafari.
Une autre interprétation parmi les rastafaris est que ce terme, dread (« crainte » en anglais), se réfère aux militants aux dreadlocks Mau Mau, qui inspiraient ce sentiment aux Anglais coloniaux au Kenya, dans les années 1950.
Bien que l'Empereur Hailé Selassié Ier ne portât pas de locks, les dreadlocks qu'arbore un rasta représentent le lion de Juda qui figurait au centre du drapeau éthiopien, jusqu'à l'abolition de la royauté en 1975. Les rastafaris affirment que Sélassié est un descendant direct de la Tribu de Juda à travers la lignée des rois d'Israël David et Salomon, et qu'il est aussi le lion de Juda mentionné dans le Livre de la révélation.
Après le baptême de Bob Marley, en novembre 1980, par l'archevêque éthiopien Abuna Yeshaq, certaines personnes crurent que les motivations religieuses ou spirituelles du port des dreadlocks pouvaient être  liées à l'Église orthodoxe éthiopienne. Toutefois, les représentants de l'Église copte égyptienne et de l'Église orthodoxe d'Éthiopie nient tout rapport avec le mouvement rastafari, précisant que l'archevêque Abuna Yeshaq a été excommunié :
« Ayant demandé au révérend Connor d'expliquer la différence entre les Rastafari et les Églises orthodoxes, il répondit que contrairement aux Rastas, qui croient que l'Empereur éthiopien Hailé Sélassié est un dieu, nous ne croyons pas que Sa Majesté Impériale soit un dieu. Nous croyons au Seigneur Jésus-Christ. Dans l'Église orthodoxe éthiopienne, les hommes n'ont pas le droit de porter des dreadlocks, ni des cheveux longs. L'Orthodoxe égyptien n'inclut pas la marijuana, alors que les Rastafari le font. Il ne consomme pas non plus d'alcool ni de tabac. Le révérend Connor dit qu'aux Bermudes et aux Caraïbes, les gens ne connaissent pas la différence entre les Rastafari et les Églises orthodoxes. Il dit qu'un ancien archevêque éthiopien, Abuna Yeshaq, qui pardonnait de mauvaises pratiques et des croyances fausses, telles que des aspects du mouvement rastafari, fut en partie à blâmer. L'archevêque a depuis été excommunié, précise-t-il. »
[réf. nécessaire](Bermuda Sun)
Les rastafaris maori mélangent l'enseignement rasta aux enseignements de Te Kooti Arikirangi Te Turuki, un chef māori fondateur de la religion Ringatu.

## Motivations politiques pour le port desdreadlocks
La hausse de la popularité du reggae pendant les années 1980 et la célébrité mondiale du chanteur et auteur-compositeur Bob Marley, renforça l'intérêt des dreads dans le monde entier. La philosophie rasta, qui apparait fortement dans le milieu du reggae, avait une résonance particulière pour la jeunesse, de toutes apparences ethniques - surtout et principalement parmi les Afro-Américains et autres noirs, mais aussi parmi les différentes cultures blanches.
Comme la coiffure Afro, les dreadlocks peuvent aussi avoir des implications sociales et politiques. Pour certains peuples de descendance africaine, les locks sont une façon de représenter une gloire raciale ou ethnique. D'autres les voient comme un reniement à des valeurs eurocentriques représentées par les cheveux droits. Pour certains, le rejet des idées et des valeurs étrangères au peuple africain peuvent quelquefois signifier une dimension spirituelle. De la même façon, d'autres portent des locks pour manifester leurs croyances politiques nationalistes ou panafricains noirs et voient les locks comme un symbole d'unité et de magie noire, et un refus de l'oppression raciste, et de l'impérialisme. Alors que la plupart des groupes rastas accueillent les personnes de toutes appartenances ethniques, et que l'histoire des dreadlocks attribue la coiffure à presque tous les groupes ethniques et raciaux ; certains Noirs, qui attribuent aux locks une forte signification raciale, désapprouvent le port des dreadlocks par des personnes non noires, voyant une telle pratique comme une forme d'appropriation culturelle (le couturier Marc Jacobs a ainsi été critiqué pour avoir fait défiler ses mannequins en dreadklocks fin 2016, ce à quoi il a répondu : « Je ne vois pas les couleurs de la peau ou les races. Je vois des gens. Je suis désolé de lire que tant de personnes sont fermées d'esprit… L'amour est la réponse »).
Dans les pays occidentaux, les dreads sont devenues très populaires parmi certains groupes sociaux, tels que le mouvement alter-mondialiste ou les activistes écologistes.
Don Letts, un disc jockey et un metteur en scène rastafari, expliqua que l'unité des punk-dreads émergea au Royaume-Uni au début des années 1970, afin de partager un même sens de rébellion contre les normes et l'établissement des normes.
« La chose reggae et la chose punk... c'est la même putain de chose. C'est juste la version noire et la version blanche. Les gosses chantent le changement, ils veulent se débarrasser des classes dirigeantes... Notre Babylone est votre constitution, la même chose. Si nous la combattons, alors vous la combattez, et vice versa... Comme avec mes cheveux, le rouge, le jaune et le vert. Une fois que tu as mis le chapeau sur ta tête, tu parles de tout un tas de merde, tu vois ce que je veux dire ? Pareil que pour le punk, d'accord, un punk porte ses habits. Il fait un signe qu'il se rebelle. »
En dehors des raisons spirituelles et politiques comme le combat contre les classes dirigeantes, des peuples blancs manifestent leurs raisons de porter des dreadlocks pour honorer et chérir l'identité celte ou viking.
Parmi d'autres cultures secondaires de la jeunesse, les dreadlocks peuvent être un moyen de libre expression créatrice, un symbole d'individualisme et une forme de rébellion contre les limitations traditionnelles. Par exemple, les membres du mouvement culturel européen Cybergoth utilisent coiffures excentriques telles que des perruques de dreadlocks colorées et synthétiques.

## Dans la culture populaire occidentale

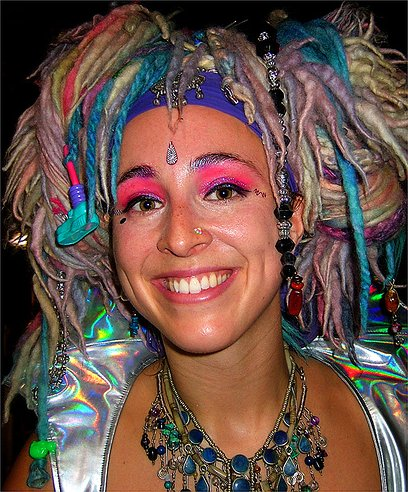
Femme portant de faux dreadlocks colorés.

Lorsque le reggae se popularisa dans les années 1970, les locks devinrent une mode et furent portés par des acteurs, des athlètes, des rappeurs, et furent montrés et dépeints en tant qu'élément de gang dans quelques films, tels que Désigné pour mourir.
Les dreads sont aussi devenus très populaires dans le milieu hip-hop du sud des États-Unis. Des artistes tels que Lil Wayne, Dem Franchise Boys, et Wyclef Jean sont connus pour porter des dreadlocks. Dans le milieu du nu metal et du metal alternatif aussi avec entre autres des membres de groupes comme Korn, Slipknot, P.O.D., Soulfly, Ill Niño, Rob Zombie et beaucoup d'autres dont principalement des groupes de fusion ou hispaniques.
Avec le « style rasta », la mode et les industries de beauté ont profité de la tendance. Il existe désormais de nombreux produits et services pour le soin des cheveux, offrant toutes sortes d'articles pour les « têtes lockées » tels que la cire, le shampooing, et les bijoux. Les capilliculteurs ont créé une grande variété de dreadlocks modifiés, y compris des prolongements synthétiques et des produits chimiques pour traiter les cheveux.
De nombreux salons de coiffure dans les communautés afro-américaines offrent des modèles africains « naturels » en attachant des locks faits de faux cheveux.
Des mannequins « dreadlockés » ont fait leur apparition aux expositions de mode, et des habits rasta avec un style reggae-jamaïcain ont été vendus.
Des marques telles que Dior ont créé des collections rasta, portées par des mannequins avec une variété de coiffures de dreadlocks.
Cependant, les dreadlocks sont parfois encore considérés comme contraires au code vestimentaire formel de certains établissements d'enseignement aux États-Unis.

## Controverses sur le port des dreadlocks
Le port des dreadlocks est devenu sujet à controverse et est qualifié d'appropriation culturelle quand il est pratiqué par des personnes qui ne sont pas issues des communautés dont il est originaire historiquement et traditionnellement.
En avril 2018, l'influenceuse et mannequin Nikita Dragun est accusée d'appropriation culturelle pour avoir porté des dreadlocks arc-en-ciel, puis à nouveau en mai de la même année après avoir mis en ligne une photo d'elle-même portant des dreadlocks roses en mangeant de la barbe à papa dans le quartier de Harajuku, à Tokyo.
En Suisse, un concert de reggae joué par le groupe de musiciens blancs Lauwarm à la brasserie Lorraine dans la ville de Berne a été interrompu le 18 juillet 2022 au motif que le port de dreadlocks par certains de ses membres provoquait un sentiment de malaise chez quelques personnes du public,. Le groupe est déprogrammé d'une autre fête dans la même ville un mois plus tard pour la même raison.
Le chanteur canadien Justin Bieber a également subi de vives critiques sur les réseaux sociaux en 2016 puis en avril 2021 à la suite de la publication de photos de lui arborant des dreadlocks.

## Trafic
En Afrique du Sud s'est développée depuis le début des années 2010 une délinquance particulière consistant à voler les dreadlocks de passants et à les revendre au marché noir.